# Bjørnskinn
Bjørnskinn est une paroisse et localité sur la côte sud-est de l'île d'Andøya dans le comté de Nordland, en Norvège.

## Description
Administrativement, Bjørnskinn fait partie de la kommune d'Andøy. Le village se trouve à environ 2 kmau nord-ouest du grand village de Risøyhamn

## Monuments
L'église de Bjørnskinn (Bjørnskinn kirke), une longue église en bois, a été construite en 1885.

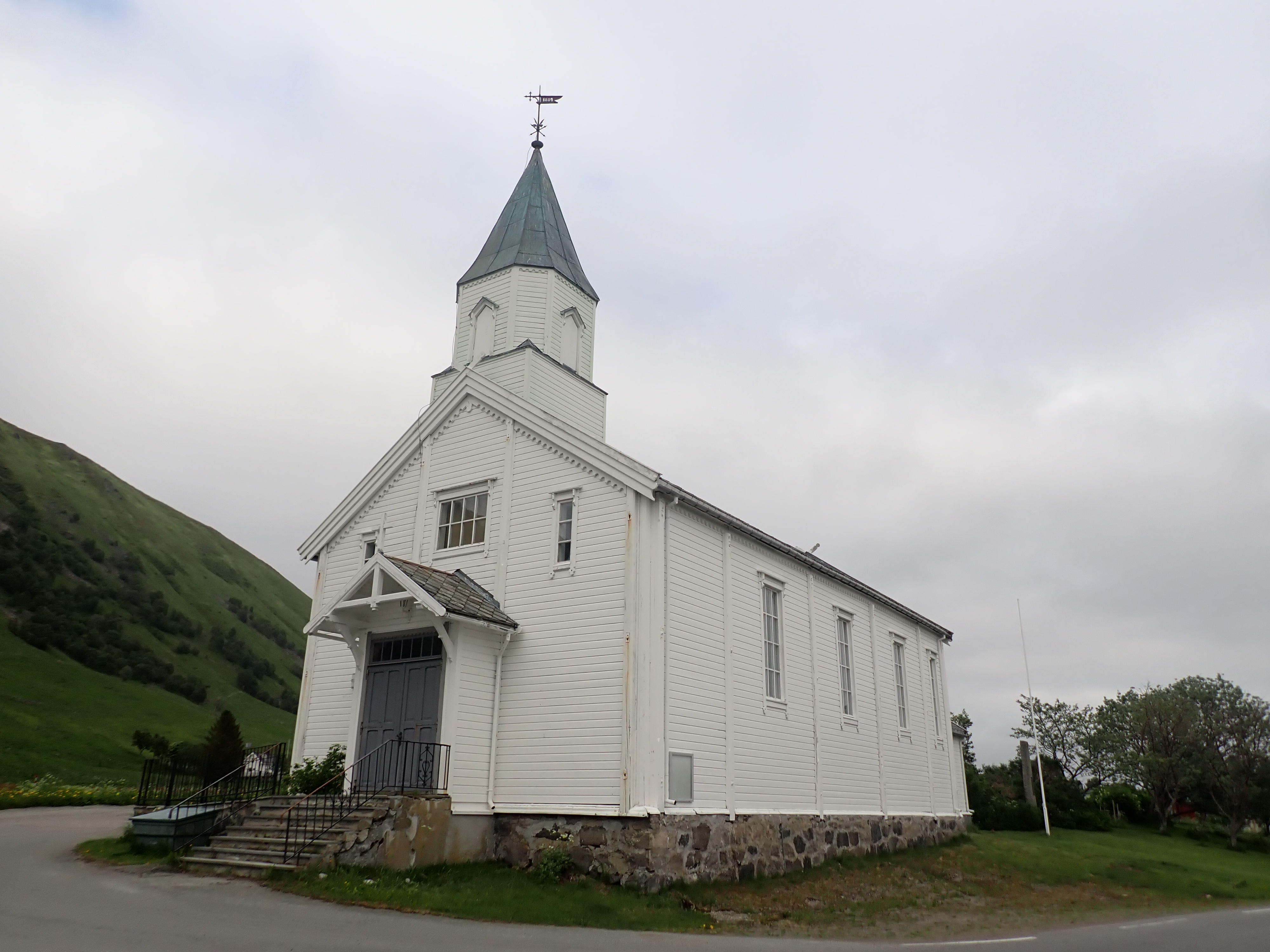
Église de Bjørnskinn

## Sites
La Réserve naturelle de Risøysundet est au sud-est du village.